# Šarinci
Šarinci (cyr. Шаринци) – wieś w Bośni i Hercegowinie, w Republice Serbskiej, w gminie Prnjavor. W 2013 roku liczyła 510 mieszkańców.